# Пекуререшть
Пекуререшть, Пекуререшті (рум. Păcurărești) — село у повіті Васлуй в Румунії. Входить до складу комуни Короєшть.
Село розташоване на відстані 232 км на північний схід від Бухареста, 43 км на південний захід від Васлуя, 97 км на південь від Ясс, 104 км на північний захід від Галаца.

## Населення
За даними перепису населення 2002 року у селі проживали 47 осіб, усі — румуни. Усі жителі села рідною мовою назвали румунську.